# Gnomidolon bonsae
Gnomidolon bonsae är en skalbaggsart som beskrevs av Martins 1967. Gnomidolon bonsae ingår i släktet Gnomidolon och familjen långhorningar. Inga underarter finns listade i Catalogue of Life.